# Fredrik Holmquist (militär)
Peter Abraham Fredrik Holmquist, född 12 juli 1847 i Linköping, död 15 september 1927 i Stockholm, var en svensk militär. Han  var son till häradshövding Lars Fredrik Holmqvist och far till generallöjtnant Ivar Holmquist samt till överstelöjtnanterna Hugo och Erik Holmquist.

## Biografi
Holmquist blev kadett vid Karlberg 1862, avlade officersexamen 1867 och blev därefter underlöjtnant utan lön vid husarregementet Carl XV. Åren 1868–1870 var han elev vid ridskolan på Strömsholm. Efter examen vid Strömsholm genomgick han 1872–1873 Spanska hovridskolan i Wien och var 1873–1875 elev vid Gymnastiska centralinstitutets gymnastiklärarkurs. År 1879 befordrades Holmquist till löjtnant, men valde kort därefter att anta ett förordnande till regementsintendent vid regementet. Under en studieresa i Belgien 1885 utsågs han till byråchefsassistent på arméförvaltningens intendentsdepartement. 1888 utsågs han till byråchef där, befordrades 1890 till ryttmästare i armén och blev 1892 fältintendent av första andra klass vid intendenturkåren. Holmquist blev 1893 chef för intendenturkårens huvudstation och samma år fältintendent av första klass. Han befordrades 1895 till major i armén men erhöll 1897 avsked från aktiv tjänst. Han fortsatte dock sin verksamhet inom intendenturkåren, 1896–1897 biträdde han i lantförsvarsdepartementet rörande arméförvaltningens omorganisation. Han blev fältintendent av första graden 1898, överfältintendent 1901 och var generalintendent och chef för arméförvaltningens intendentsdepartement och för intendenturkåren 1905–1915. Holmquist var även ledamot av 1907 års generalskommission 1907–1908 och av 1914 års generalkommission och blev 1915 generallöjtnant i generalitetets reserv. Han var ordförande i utrustningskommissionen 1915–1922. Holmquist blev ledamot av Kungliga Krigsvetenskapsakademien 1898.
Holmquist var från 1876 måg till Carl Raab och skötte svärfaderns försäljningar av timmer från Helgerum och Åkerholms säteri till Gustaf Emil Broms och de blev därigenom bekanta och Holmquist kom att väljas in i styrelsen för flera av de bolag där Broms var intressent, bland annat att han 1900–1903 satt i styrelsen för Luossavaara-Kiirunavaara AB och AB Gällivare malmfält, 1899–1901 i styrelsen för Bank AB Stockholm-Öfre Norrland. Han var även 1894–1901 ledamot av Stockholms stadsfullmäktige och direktör för Allmänna barnahusinrättningen i Stockholm 1895–1905. Holmquist är begraven på Solna kyrkogård.